# Himmelrikets nycklar
Himmelrikets nycklar är en amerikansk film från 1944 baserad på A.J. Cronins bok. Gregory Peck fick här sitt genombrott.

## Handling
En ung präst skickas till Kina för att grunda en katolsk församling. Han träffar på fientlighet, sjukdomar och fattigdom, vilket gör honom mer besluten än någonsin att lyckas. 

## Rollförteckning
- Gregory Peck - Fader Francis Chisholm
- Thomas Mitchell - Willie Tulloch
- Vincent Price - Angus Mealey
- Rosa Stradner - Maria-Veronica
- Roddy McDowall - Francis Chisholm, som pojke
- Edmund Gwenn - Fader Hamish MacNabb
- Sir Cedric Hardwicke - Monsignor i Tweedside, berättare
- Peggy Ann Garner - Nora, som flicka
- Jane Ball - Nora, som vuxen
- James Gleason - Dr. Wilbur Fiske
- Anne Revere - Agnes Fiske
- Ruth Nelson - Fru Chisholm, Francis mor
- Benson Fong - Joseph
- Leonard Strong - Chia
- Philip Ahn - Pao, sändebud för Chia
- Arthur Shields - Fader Fitzgerald
- Edith Barrett - Tant Polly